# 도쿄의 지하철
도쿄 지하철(일본어: 東京の地下鉄 도쿄노치카테쓰[*], 영어: Tokyo subway)은 일본 도쿄도 특별구와 그 주변을 달리는 지하철이다.
도쿄 지하철 주식회사와 도쿄도 교통국이 운영하는 지하철을 말하는 경우가 많으나 도쿄 임해고속철도, 사이타마 고속철도, 요코하마 고속철도, 요코하마 시 교통국 노선이 포함되는 경우도 있다.

## 역사
동아일보에 따르면, 일본 철도성은 1927년 12월 26일 공식 검사를 실시했는데 지하 철도의 설비가 대체로 완전하다고 인정되어 26일부터 29일까지 시운전을 한 뒤 30일부터 영업을 시작하기로 내정하였다고 한다.

## 도쿄 지하철 노선

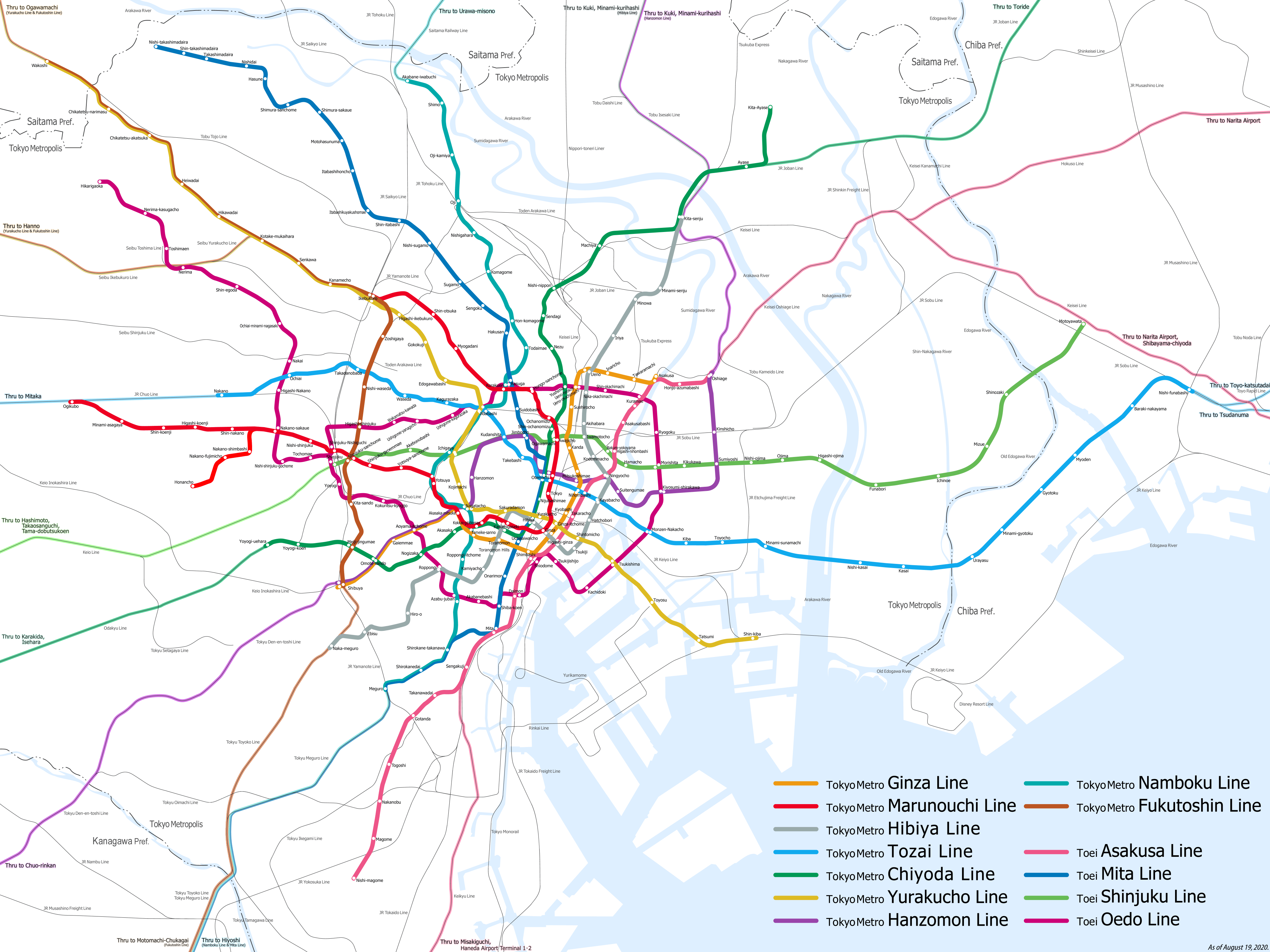
도쿄 지하철 노선도 (영어)

도쿄 지하철 개통년도 (GIF 파일)

도쿄 시내의 지하철은 민영지하철 9개 노선과 시에서 운영하는 지하철 4개 노선 총 13개 노선이 복잡하게 얽혀 있으며 도심의 전철과 연결되어 있다.
| 노선색        | 노선 마크   | 노선 번호   | 노선 이름            | 일본어 명칭    |             |             |             |             |             |
| 도쿄 메트로   | 도쿄 메트로 | 도쿄 메트로 | 도쿄 메트로          | 도쿄 메트로    | 도쿄 메트로 | 도쿄 메트로 | 도쿄 메트로 | 도쿄 메트로 | 도쿄 메트로 |
| ------------- | ----------- | ----------- | -------------------- | -------------- | ----------- | ----------- | ----------- | ----------- | ----------- |
| 주황색        |             | 3호선       | 긴자 선              | 銀座線         |             |             |             |             |             |
| 빨간색        |             | 4호선       | 마루노우치 선        | 丸ノ内線       |             |             |             |             |             |
| 빨간색        |             | 4호선       | 마루노우치 선 분기선 | 丸ノ内線分岐線 |             |             |             |             |             |
| 은색          |             | 2호선       | 히비야 선            | 日比谷線       |             |             |             |             |             |
| 하늘색        |             | 5호선       | 도자이 선            | 東西線         |             |             |             |             |             |
| 녹색          |             | 9호선       | 지요다 선            | 千代田線       |             |             |             |             |             |
| 금색          |             | 8호선       | 유라쿠초 선          | 有楽町線       |             |             |             |             |             |
| 보라색        |             | 11호선      | 한조몬 선            | 半蔵門線       |             |             |             |             |             |
| 옥색          |             | 7호선       | 난보쿠 선            | 南北線         |             |             |             |             |             |
| 갈색          |             | 13호선      | 후쿠토신 선          | 副都心線       |             |             |             |             |             |
| 도에이 지하철 |             |             |                      |                |             |             |             |             |             |
| 복숭아색      |             | 1호선       | 아사쿠사 선          | 浅草線         |             |             |             |             |             |
| 파랑색        |             | 6호선       | 미타 선              | 三田線         |             |             |             |             |             |
| 황녹색        |             | 10호선      | 신주쿠 선            | 新宿線         |             |             |             |             |             |
| 자주색        |             | 12호선      | 오에도 선            | 大江戸線       |             |             |             |             |             |

### 도쿄 메트로
- 도쿄 메트로 히비야선 (2호선, 은색)
- 도쿄 메트로 긴자선 (3호선, 주황색, 표준궤 4 ft 8½ in (1435 mm))
- 도쿄 메트로 마루노우치선 (4호선, 빨간색, 표준궤)
- 도쿄 메트로 도자이선 (5호선, 하늘색)
- 도쿄 메트로 난보쿠선 (7호선, 옥색)
- 도쿄 메트로 유라쿠초선 (8호선, 금색)
- 도쿄 메트로 지요다선 (9호선, 녹색)
- 도쿄 메트로 한조몬선 (11호선, 보라색)
- 도쿄 메트로 후쿠토신선 (13호선, 갈색)

### 도쿄도 교통국
- 도에이 지하철 아사쿠사선 (1호선, 분홍색, 표준궤)
- 도에이 지하철 미타선 (6호선, 푸른색)
- 도에이 지하철 신주쿠선 (10호선, 황녹색, 마차궤간(1372 mm))
- 도에이 지하철 오에도선 (12호선, 자주색, 표준궤)

궤간을 표시하지 않은 노선은 케이프 궤간(1067 mm)을 사용한다.

## 보유 차량들
| - 긴자 선 - 01계 - 1000계 - 마루노우치 선 - 02계 - 2000계 - 히비야 선 - 03계 - 13000계 - 도자이 선 - 05계 - 07계 - 15000계 - 지요다 선 - 6000계 - 06계 - 05계 (기타아야세 지선) - 16000계 - 유라쿠초 선 - 7000계 - 07계 - 10000계 - 한조몬 선 - 8000계 - 08계 - 난보쿠 선 - 9000계 - 후쿠토신 선 - 7000계 - 10000계 | - 아사쿠사 선 - 5300계 - 5500계 - 미타 선 - 6000계 - 6300계 - 신주쿠 선 - 10-000계 - 10-300계, 10-300R계 - 오에도 선 - 12-000계 - 12-600계 |

## 같이 보기
- 세계 각국의 도시 철도
- 발차 멜로디
- 도쿄 지하철 사린 사건